# Андерсен, Аня
Аня Андерсен (дат. Anja Andersen; род. 15 февраля 1969, Оденсе) — датская гандболистка, член женской сборной своей страны, олимпийская чемпионка 1996 года, чемпионка мира и двукратная чемпионка Европы. В настоящее время — тренер.

## Спортивная карьера
Аня Андерсен сочетает в себе высокие технические навыки и волю к победе. Она сыграла заметную роль в возрождении датского гандбола в 1990-е годы. После Чемпионата Европы 1994 года, в котором сборная Дании завоевала золотые медали, за Андерсен закрепилось прозвище «железная леди» и статус национально спортивной героини.
В сборной Дании 1990-х годов Андерсен была наиболее одарённым, и в то же время сложным игроком. Имея отличные спортивные навыки, она одновременно проявляла несдержанность и неоднократно заменялась во время ключевых матчей. На Летних Олимпийских играх 1996 года тренер Ульрик Вильбек временно отстранил её от игры за споры об игровом стиле и поведении на площадке.
Аня Андерсен провела за женскую сборную Дании 133 матча, набрав в сумме 726 очков. В 1997 году Аня Андерсен стала первой и до настоящего времени единственной датчанкой, признанной игроком года Международной федерацией гандбола.
Аня Андерсен первой привнесла в гандбол элементы шоу. Находясь под сильным впечатлением от американского баскетбола и в особенности от команды «Гарлем Глобтроттерс», она разработала собственный стиль, работающий больше на публику нежели против команды соперников. После окончания спортивной карьеры Аня организовала женскую гандбольную «команду мечты», которая в 2000 и 2001 году сыграла несколько матчей с избранными датскими командами. Матчи проходили с неизменным успехом, пока Андерсен не перестала выступать из-за проблем со здоровьем.
Аня Андерсен завершила спортивную карьеру в 1999 году из-за проблем с сердцем.

## Тренерская карьера
Оставив карьеру игрока, Аня Андерсен немедленно перешла на тренерскую работу в клуб Slagelse, выступающий в Danish Women's Handball League . Она выполнила задачу-минимум, выведя команду в высшую лигу, а затем трижды привела к победе в Champions League в сезонах 2003/04, 2004/05 и 2006/07 годов. В 2006 году Андерсен также занимала пост тренера сборной команды Сербии.
В 2008 Андерсен перешла из Slagelse в FCK Håndbold. В 2010 ей пришлось оставить это место, поскольку клуб FCK Håndbold был расформирован. Андерсен решила взять краткий перерыв, прежде чем подыскивать новую команду.
В феврале 2011 года Аня Андерсен получила должность тренера в клубе Oltchim Râmnicu Vâlcea из  Румынии. В качестве главной задачи перед ней поставили победу в Champions League. Но менее чем через два месяца её уволили из-за низких результатов, показанных командой: из четырёх матчей главного тура сезона было проиграно два. Летом 2011 года вошла в тренерский штаб мужской команды Viborg HK.
В сезоне 2012/13 годов Андерсен тренировала команду девушек не старше 18 лет гандбольного клуба «Оденсе».

## Достижения

### Карьера игрока
- 1987 —  Чемпионат мира по гандболу среди юниоров
- 1992 —  Чемпионат Норвежской лиги (Bækkelaget)
- 1993 —  Чемпионат мира по гандболу среди женщин
- 1994 —  Чемпионат Европы по гандболу среди женщин
- 1995 —  Чемпионат мира по гандболу среди женщин
- 1996 —  Летние Олимпийские игры в Атланте
- 1996 —  Чемпионат Европы по гандболу среди женщин
- 1997 —  Чемпионат мира по гандболу среди женщин
- 1997 — признана игроком года Международной федерацией гандбола[7]

### Тренерская карьера
- 2003 —  Danish Women's Handball League (Slagelse)
- 2004 —  EHF Women's Champions League (Slagelse)
- 2005 —  Danish Women's Handball League (Slagelse)
- 2005 —  EHF Women's Champions League (Slagelse)
- 2006 —  Danish Women's Handball League (Slagelse)
- 2007 —  EHF Women's Champions League (Slagelse)